# Molophilus (Molophilus) abruptus
Molophilus (Molophilus) abruptus is een tweevleugelige uit de familie steltmuggen (Limoniidae). De soort komt voor in het Australaziatisch gebied.